# فرید قلی‌اف
فرید قلی‌اف (ترکی آذربایجانی: Fərid Quliyev؛ زادهٔ ۶ ژانویهٔ ۱۹۸۶) بازیکن فوتبال اهل جمهوری آذربایجان است.
از باشگاه‌هایی که در آن بازی کرده‌است می‌توان به باشگاه فوتبال توران تووز، باشگاه فوتبال روان باکو، باشگاه فوتبال باکو، باشگاه فوتبال کپز، باشگاه فوتبال قره‌باغ، باشگاه فوتبال نفتچی باکو، باشگاه فوتبال سیمرغ زاقاتالا، و باشگاه فوتبال سومقاییت اشاره کرد.
وی همچنین در تیم ملی فوتبال جمهوری آذربایجان بازی کرده‌است.